# Úrsula de Jesús
Úrsula de Jesús, nació en 1604 y fue una mística afroperuana que pasó la mayor parte de su vida en el Convento de Santa Clara en Lima, Perú. Logró conseguir una reputación de santidad durante el siglo XVII gracias a sus visiones y su intercesión de almas atrapadas en el purgatorio. En 1647 su confesor católico le ordenó que registrara sus experiencias religiosas, lo que hizo hasta varios años antes de su muerte, y que hoy leemos en su diario espiritual.

## Biografía
Hija de Juan Castilla e Isabel de los Ríos, su madre y ella fueron esclavas de Gerónima de los Ríos. En 1612, fue a vivir con la beata y mística Luisa de Melgarejo Sotomayor. En 1617, ingresó al Convento de Santa Clara para servir a la sobrina de su dueña. Fundado en 1605, este convento atrajo a decenas de mujeres de élite que aspiraban a convertirse en monjas del velo negro (el rango más alto) o el velo blanco más modesto. Sin embargo, la única posibilidad de que las mujeres de color se convirtieran en "monjas" era tomar simples votos de obediencia y encierro como donadas, o sirvientes religiosas, que luego continuarían sirviendo a monjas individuales y realizarían labores comunitarias.
Siendo todavía esclava, pidió permiso al convento para buscar una nueva ama. De acuerdo con su biógrafo, posiblemente su confesor Francisco de Vargas Machuca, Úrsula de Jesús rechazaba el régimen de trabajo diario que su ama le imponía para dedicarle tiempo a su labor espiritual. En 1645, las monjas del convento deciden comprar la libertad de la mística.
El 18 de diciembre de 1645 tomó los hábitos para convertirse en donada del convento.

## Diario espiritual
Úrsula de Jesús se hizo más conocida gracias a su diario espiritual. La investigadora Nancy E. van Deusen publicó una traducción y estudio crítico en inglés titulado The Souls of Purgatory: The Spiritual Diary of a Seventeenth-century Afro-Peruvian Mystic, Ursula de Jesús (2004). La edición se basa en el manuscrito del diario resguardado en el Convento de Santa Clara. Según la investigadora, el diario no estaría escrito por la propia Úrsula de Jesús, sino que fue dictado por la mística. Según van Deusen, es difícil decir con precisión si Úrsula de Jesús escribió alguno de los apartados, por lo que probablemente fueron varias monjas que la acompañaron las que hicieron las anotaciones de sus pensamientos y visiones. Por ejemplo, hay interpolaciones en que la amanuense rompe con la narración en primera persona en voz de Úrsula. Por ejemplo: "Dise [Úrsula que] ubo mucho desto alli que ni yo lo se desir ni consertar".
De acuerdo con Jacqueline Álvarez-Ogbesor, el diario espiritual de Úrsula de Jesús "constituye uno de estos escasos espacios de lectura de la realidad colonial que parte del sujeto negro como productor del texto, o mejor dicho como sujeto que dicta el contenido del texto".

## Milagros y visiones
Cuando tenía 30 años, Úrsula de Jesús cayó en un pozo. Alcanzó a sujetarse al borde del mismo, y con su otra mano tomó el escapulario de la Virgen del Carmen, le rezó, y se vio fuera del pozo.
A partir de ese instante, Úrsula de Jesús dedicó más tiempo a su vida espiritual y encontró que era capaz de interceder en favor de las almas atrapadas en el purgatorio. En su diario espiritual la mística relata los diversos encuentros en los que intercedió por las almas de hombres y mujeres de su tiempo. En su diario narra: "Bineme delante de Dios a pedirle su grasia y beo una escalera desde la tierra al sielo, y un camino asia mi lado derecho y otro al isquierdo. Desíanme que aquella escalera era el camino de los que llevan la crus y el camino derecho era [el de] los que yban al purgatorio. El del yzquierdo [era el] de los condenados, de los que no temen a Dios y no guardan sus santos mandamientos".

## Obras
- Las almas del purgatorio: El diario espiritual y vida anónima de Úrsula de Jesús, una mística negra del siglo XVII.